# Doglio (Umbrien)
Doglio ist eine Fraktion (italienisch frazione) der italienischen Gemeinde Monte Castello di Vibio in der Provinz Perugia in Umbrien.

## Geografie
Der Ort liegt 4 km südwestlich des Hauptortes Monte Castello di Vibio und etwa 35 km südlich der Provinz- und Regionalhauptstadt Perugia. Der Ort liegt bei 489 m s.l.m. und hatte 2001 ca. 100 Einwohner. 2011 waren es 77 Einwohner. Die nächstgelegenen Orte sind der Hauptort Monte Castello di Vibio (etwa 4 km nordöstlich) und Todi (etwa 8 km südöstlich).

## Geschichte
Namensgebend für den Ort ist das Dolium, hier meist verwendet zu Aufbewahrung von Speiseöl (italienisch Olio). Im Mittelalter gehörte der Ort als Burg zum ghibellinischen Todi an der Grenze zum guelfischen Orvieto. 1291 wurden im Ort 71 Einwohner gezählt, 1725 waren es 155. Am Ende des 18. Jahrhunderts wurde Doglio Ortsteil von Monte Castello di Vibio. 1828 hatte der Ort 224 Einwohner.

## Sehenswürdigkeiten
- San Salvatore, Kirche im Ortskern, die in der heutigen Form von 1895 bis 1905 entstand. Die ältere Kirche lag auf der gegenüberliegenden Straßenseite und ist 1824 dokumentiert worden. Der Fußboden der Kirche wurde 1965 verändert, es wurde von Terrakotta auf Pietra di Trani gewechselt. 2012 wurde die Kirche letztmals restauriert.[4]
- Porta Fuja, Wehrtor aus dem 14. Jahrhundert.[5] Das zweite Wehrtor der Befestigungsanlage war das Haupttor an der heutigen Via Rimembranza und existiert nicht mehr.

Monumente von Doglio
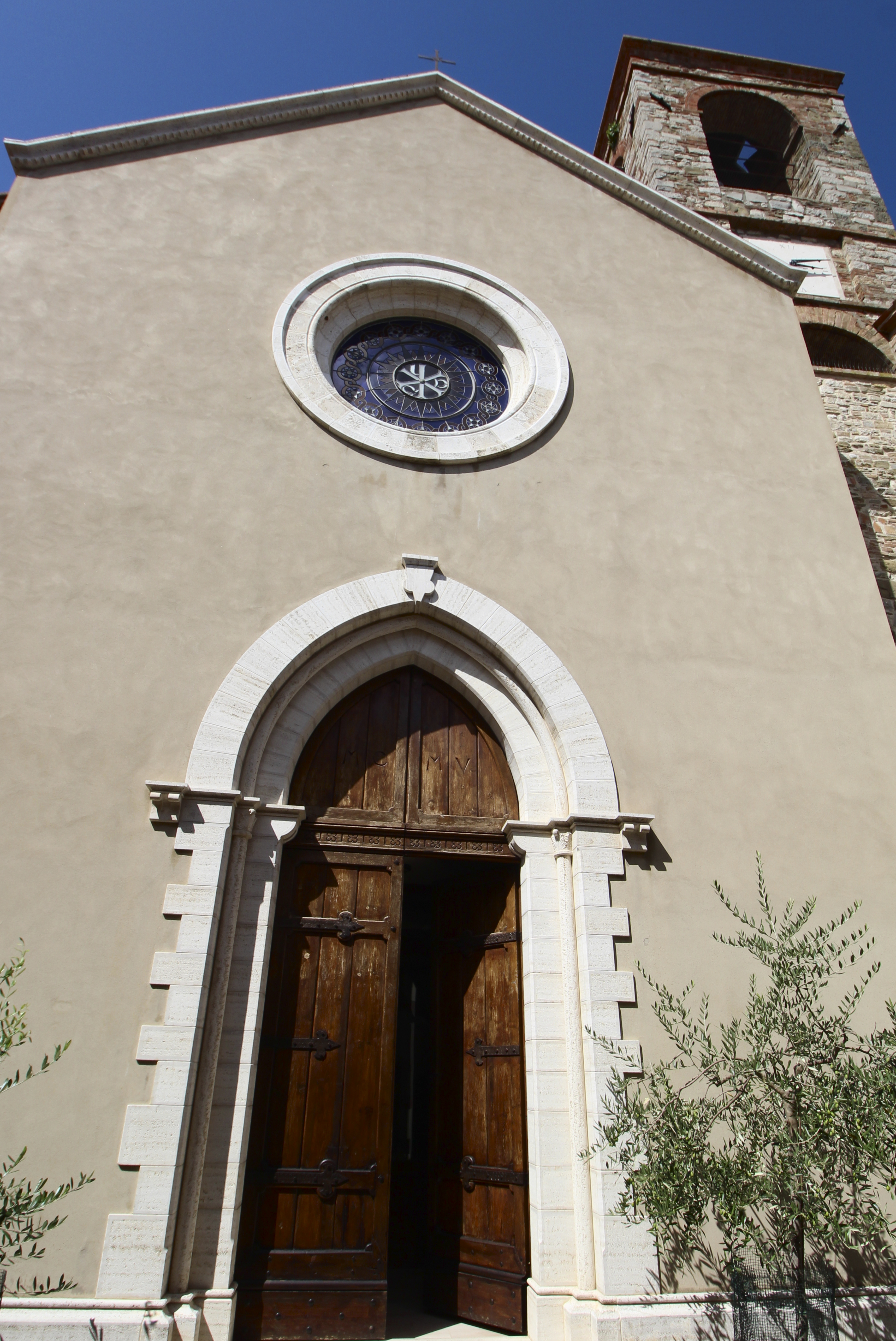
Die Kirche San Salvatore
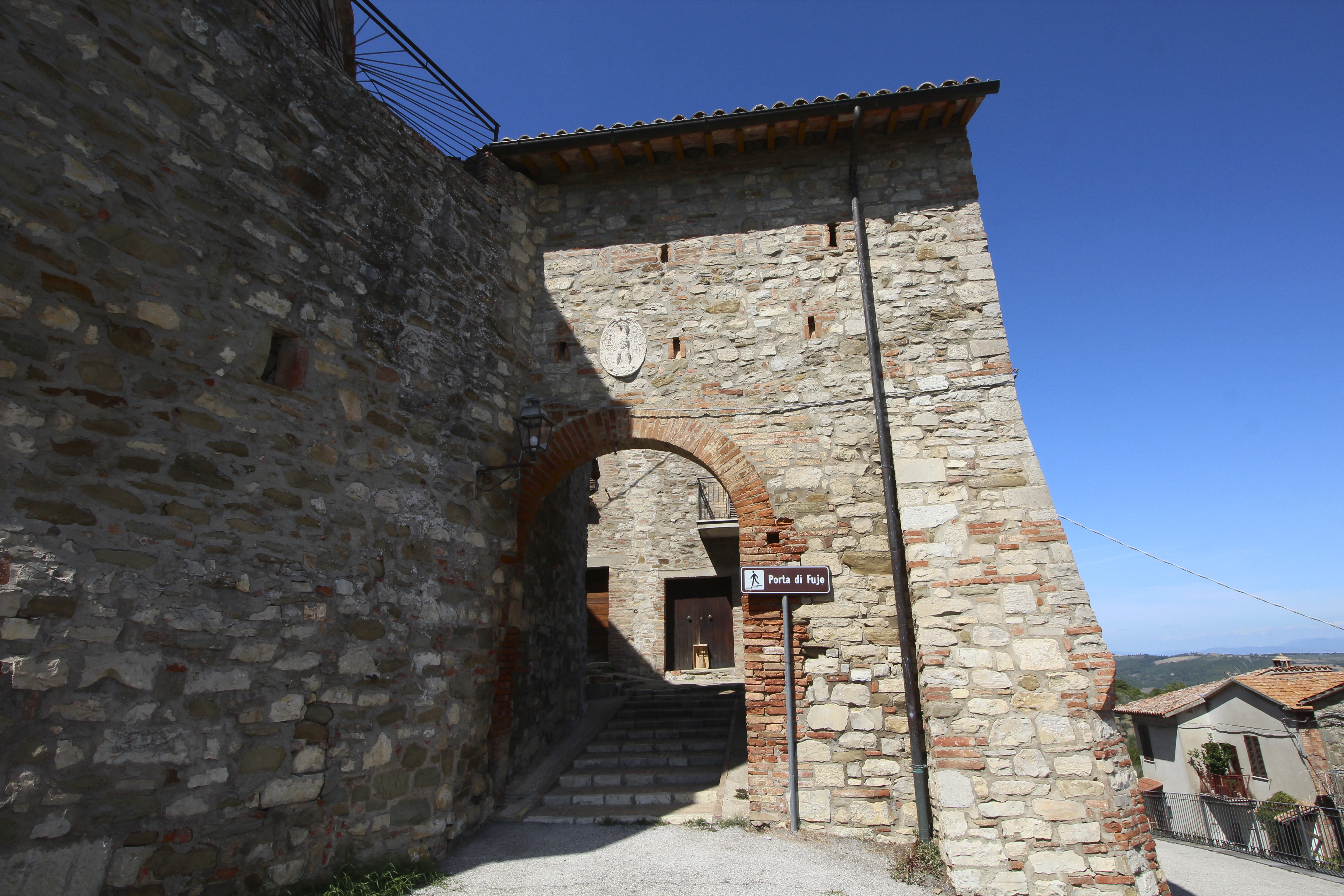
Porta Fuje (von außen)
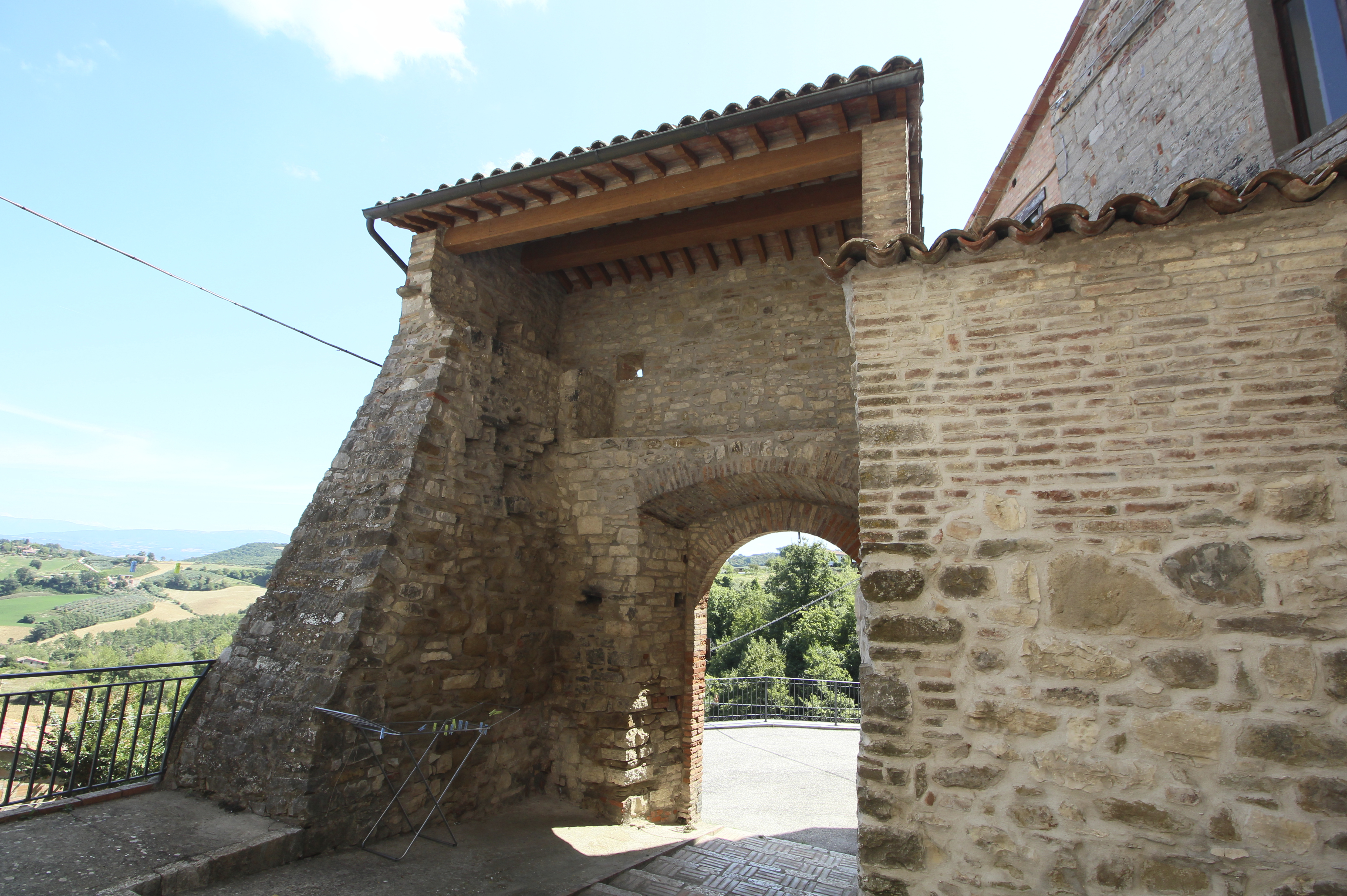
Porta Fuje (Innenseite)